# Вабкент (футбольный клуб)
«Вабкент» — узбекистанский футбольный клуб из города Вабкент Бухарской области. Основан не позднее 2002 года.

## История
В 2003 году выступал в финальном турнире Второй лиги чемпионата Узбекистана. В сезонах-2004-2006 играл в Первой лиге.
В 2006 году стал серебряным призёром и пробился в Высшую лигу. В сезоне-2007 дебютировал в элитном дивизионе, заняв последнее, 16-е место.
В 2008 году из-за финансовых проблем после 8 проведённых матчей отказался от дальнейшего участия в чемпионате и Кубке Узбекистана.

## Достижения
Серебряный призёр Первой лиги (2006).
16-е место в Высшей лиге (2007).
1/8 финала Кубка Узбекистана (3 раза): 2004, 2006, 2007.